# ملعب إس سي جي
ملعب إس سي جي (بالإنجليزية: SCG Stadium)‏ يعرف أيضا بملعب ثاندردوم وملعب ياماها هو ملعب كرة قدم في نونثابوري، تايلاند. يعتبر الملعب البيتي لنادي الدوري التايلاندي الممتاز موانغ ثونغ يونايتد. تم افتتاحه في عام 1998 ويتسع لجلوس نحو 17,500 شخص.

## المباريات الدولية
| موعد          | فريق 1  | نتيجة | فريق 2   | مسابقة      |
| ------------- | ------- | ----- | -------- | ----------- |
| 8 نوفمبر 2009 | تايلاند | 1 - 1 | سوريا    | مباراة ودية |
| 11 أغسطس 2010 | تايلاند | 1 - 0 | سنغافورة | مباراة ودية |
| 4 سبتمبر 2010 | تايلاند | 1 - 0 | الهند    | مباراة ودية |
| 7 نوفمبر 2012 | تايلاند | 2 - 0 | ماليزيا  | مباراة ودية |

## وصلات خارجية
- معلومات عن الملعب